# Gudit

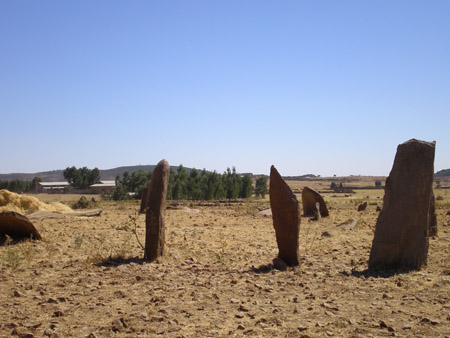
Campo de estelas atribuidas a Gudit en Axum, Etiopía.

Gudit (Ge'ez: ጉዲት, Judit) fue una legendaria reina no cristiana, posiblemente de la comunidad Beta Israel, que lideró un movimiento de destrucción y rebelión en el Reino de Axum alrededor del año 960 d. C. Según las crónicas y tradiciones orales, Gudit devastó Axum y los territorios circundantes, intentó exterminar a la familia real axumita, y abrió el camino para la Dinastía Zagüe, considerada una "Edad Oscura" en la historia etíope, cuyo primer rey fue su supuesto primo, Mara Takla Haymanot.
Paul B. Henze documenta sobre ella: "Se dice que mató al emperador, ascendió al trono y reinó durante cuarenta años. Aún hoy, entre los campesinos del norte de Etiopía, se narran relatos sobre su violencia". Henze también añade un episodio de su visita a la iglesia de roca Abreha y Atsbeha en Tigray en 1970, donde el sacerdote le explicó que el hollín en el techo de madera tallada era el resultado de un incendio ordenado por Gudit nueve siglos atrás.
Según la tradición, Gudit saqueó y quemó Debre Damo, una fortaleza-prisión para los parientes varones del rey. Esto recuerda la captura de Amba Geshen por Ahmed Gragn, aunque en la tradición amhárica, el nombre de Gudit (ጉዲት) se asocia frecuentemente con "destrucción" y se le llama Esato, que significa "fuego".

## Origen
El investigador Carlo Conti Rossini fue el primero en proponer que la historia de Gudit se menciona en el Ta'rikh Batarikat al-Kanisah al-Misriyah (Historia de los Patriarcas de Alejandría), donde se la describe como "Bani al-Damutah" (de Damot). Esto sugiere que Gudit fue reina del reino de Damot y que posiblemente pertenecía al grupo sidama, conocido por su sistema social matriarcal.
Otros estudiosos, basándose en tradiciones orales que indican un origen judío para Gudit, han propuesto que pertenecía al pueblo Agaw, históricamente asentado en la región de Lasta. Una parte de esta comunidad, los Beta Israel, practicaba el judaísmo desde tiempos antiguos. Si Gudit no tenía un origen judío directo, podría haber adoptado esta fe tras su matrimonio con un hombre identificado como Zenobis, hijo de un rey de "Sham" (nombre antiguo para Siria). Las tradiciones de la zona de Adi Kaweh, donde supuestamente fue enterrada, sugieren que Gudit practicaba una religión que combinaba elementos del judaísmo con prácticas paganas.
El Kebra Nagast, la crónica que narra la historia de los reyes de Etiopía, se refiere a Gudit como una reina judía que destruyó la dinastía axumita, asociándola con los Beta Israel, quienes en épocas medievales eran vistos como enemigos de la posterior dinastía salomónica.

## Evidencia histórica

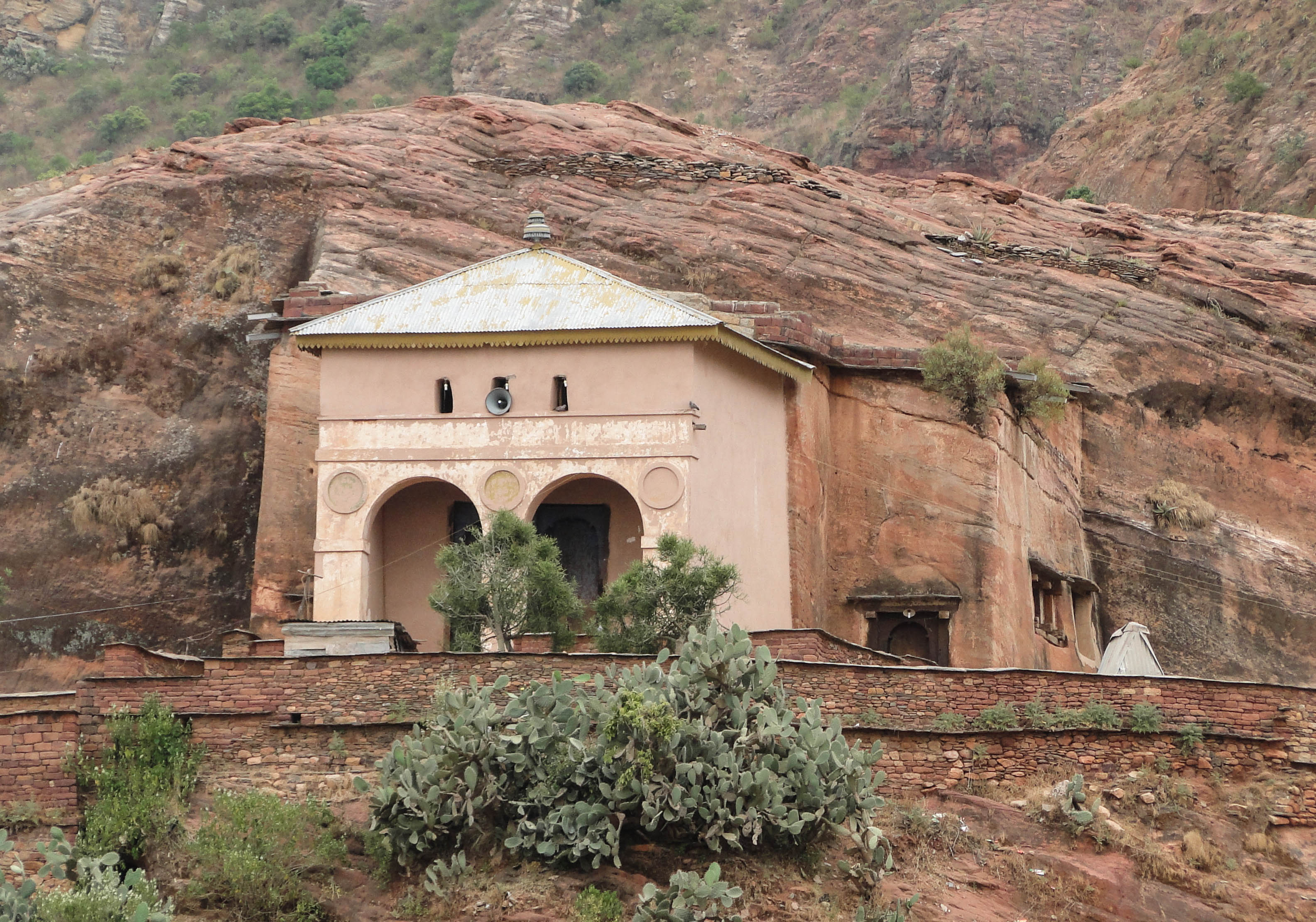
Iglesia de Abreha y Atsbeha, Tigray

El levantamiento de Gudit comenzó hacia el final del reinado de Dil Na'od, último monarca de Aksum y descendiente de Degna Djan, durante el papado del Patriarca Copto de Alejandría Philotheos. La rebelión estalló tras la destitución del abuna Petros, lo cual algunos interpretaron como un castigo divino por el maltrato hacia el clérigo.
La cronología, basada en el papado de Philotheos y en la intervención del rey Georgios II de Makuria, sitúa el inicio de la revuelta de Gudit alrededor del año 960. El cronista árabe Ibn Hawqal menciona:

El país de los Habasha ha sido gobernado por una mujer desde hace años. Ella mató al rey de los Habasha y hasta hoy gobierna con independencia tanto en su país como en las zonas fronterizas.

Otra fuente menciona que el rey de Yemen recibió una cebra como regalo de la reina de al-Habasha, que luego envió al califa abásida en Irak entre los años 969 y 970.
El historiador Taddesse Tamrat sugiere que el breve y destructivo reinado de Gudit pudo haber contribuido a la dispersión de comunidades que hablaban dialectos relacionados con el amhárico, como los Argoba, Gurage y Gafat, considerados remanentes de colonias militares axumitas que quedaron aisladas debido a la rebelión de Gudit y a las migraciones posteriores del pueblo sidama.

## En la ficción moderna
Gudit aparece como un personaje en la expansión The African Kingdoms de la edición HD de Age of Empires II, disponible en la plataforma Steam.